# Huelmos y Casasolilla
Huelmos y Casasolilla es una entidad de población española del municipio de Carrascal del Obispo, perteneciente a la provincia de Salamanca, en la comunidad autónoma de Castilla y León.

## Historia
Hacia mediados del siglo XIX, el lugar, una alquería, ya pertenecía a Carrascal del Obispo. Aparece descrito en el noveno volumen del Diccionario geográfico-estadístico-histórico de España y sus posesiones de Ultramar de Pascual Madoz con las siguientes palabras:

HUELMOS Y CASASOLILLA: alq. agregada al ayunt. de Carrascal del Obispo, en la prov. y part. jud. de Salamanca (6 leg.): sit. entre monte cubierto de encina, por cuyo terr. pasa un arroyo que nace en Peña de Cabra. prod.: algun trigo y centeno, pastos y bellotas. contr. con su ayunt.
(Madoz, 1847, p. 261)

En 2023, la entidad singular de población tenía empadronados cuatro habitantes.